# Jean-Joseph Mouret
Jean-Joseph Mouret /ʒɑ̃ ʒɔˈzɛf muˈʁɛ/ (Avignone, 11 aprile 1682 – Charenton-le-Pont, 22 dicembre 1738) è stato un compositore francese.
Fu uno degli esponenti di spicco della musica barocca francese. Per quanto le sue opere non siano più eseguite spesso, viene ricordato grazie alla popolarità di alcune sue composizioni, come ad esempio il Rondò dalla sua prima Suite de symphonies.

## Biografia
Il padre di Mouret era un mercante di seta di Avignone, di agiate condizioni economiche. Violinista dilettante, riconobbe nel figlio Jean-Joseph una buona predisposizione musicale, e la assecondò fornendogli una buona educazione.
Fin dall'inizio il giovane si dimostrò un cantante dotato, e le sue prime composizioni riscossero un discreto successo.
All'età di circa venticinque anni si trasferì a Parigi, dove si fece presto conoscere ed entrò in contatto con Anna Luisa Benedetta di Borbone-Condé, duchessa del Maine, il cui salotto presso il castello di Sceaux attirava a quel tempo un gran numero di nobili e di letterati. Le capacità di Mouret, unite al suo carattere particolarmente gradevole, fecero sì che la duchessa lo investisse del titolo di Sovrintendente di musica presso la corte di Sceaux intorno al 1708.
A Sceaux produsse opere, ed ebbe l'incarico di organizzare le sedici Grandes nuits che si tennero a cadenza quindicinale durante la stagione 1714-1715, per le quali scrisse intermezzi, cantate allegoriche in costume (masque), ed altre musiche che, eseguite dai migliori musicisti di Francia, in quell'occasione furono presentate ad un uditorio molto selezionato.
La sua opéra-ballet Les fêtes, ou Le triomphe de Thalie, con libretto di Joseph de La Font, fu presentata all'Opéra il 14 agosto 1714. Nel prologo, Talia, musa della Commedia, trionfa su Melpomene, la musa della Tragedia. Se pur nel quadro di un complessivo successo della prima rappresentazione e della replica del 19 agosto, questo concetto diede il via ad accese discussioni, tanto che La Font dovette provvedere a riscrivere una versione riveduta, intitolata La critique des fêtes de Thalie, presentata il 9 ottobre dello stesso anno. Nella versione del 1720 il titolo fu cambiato in Les fêtes de Thalie, e nel 1722 fu aggiunto un nuovo prologo, chiamato La provençale, che prevedeva costumi e strumenti tipici della Provenza, e melodie già conosciute cantate nel dialetto di quella regione. La versione del 1722 si dimostrò essere meglio accetta al pubblico, e continuò ad essere rappresentata fino al 1778.
Sempre nel 1714, Mouret ottenne l'incarico di direttore dell'orchestra dell'Opéra, che mantenne fino al 1718. Dal 1717 al 1737 diresse il Nouveau Théâtre Italien du Palais-Royal, per il quale compose dei divertimenti che accompagnavano, ad esempio, le commedie di Pierre de Marivaux, e che sono raccolte in sei libri.
A corte Mouret occupò un posto come cantante, e diresse il grande divertimento offerto dal Reggente Filippo d'Orléans nel suo castello di Villers-Cotterêts in occasione della maggiore età di Luigi XV, nel 1722.
Nello stesso periodo (1728-1734) Mouret fu direttore della serie di concerti istituiti dall'orchestra dell'Opéra, i Concert Spirituel, posizione che offrì una certa visibilità anche alle sue composizioni, e che gli garantì un discreto benessere economico.
Mouret si sposò ed ebbe una figlia. Nei suoi ultimi anni ebbe però a subire diverse traversie di carattere economico, e scivolò presto in uno stato di degrado e di follia. Ridotto in condizione di povertà, morì in un ospizio di religiosi a Charenton, nel 1738.

## Opere
Le composizioni di Mouret furono scritte principalmente per le scene. Contribuì allo sviluppo dei generi (prettamente francesi) della tragedia lirica francese e dell'opéra-ballet, ma la gelosia per il successo dell'emergente Jean-Philippe Rameau lo portò a concludere i suoi giorni nell'amarezza e nella follia.
Tra le sue opere ricordiamo:
- Les fêtes de Thalie, opera-ballet per l'Opéra di Parigi (1714)
- Le mariage de Ragonde et de Colin, per Sceaux (1714) (Les amours de Ragonde nella versione del 1742)
- Ariane et Thésée, tragédie lyrique in 5 atti e un prologo, libretto di François-Joseph de Chancel e Pierre-Charles Roy, rappresentata all'Académie royale de musique il 6 aprile 1717
- Pirithoüs, per l'Opéra di Parigi (1723)
- Les amours des dieux, per l'Opéra di Parigi (1727)
- Le triomphe des sens (1732)
- Les grâces héroïques, pastorale eroica in 1 prologo e 3 entrées (1736) successo all'Académie Royale de Musique
- Le temple de Gnide, per l'Opéra di Parigi (1741).

Mouret scrisse anche arie, divertimenti, cantatilles, mottetti, e composizioni strumentali (sonate, fanfare).  Tra le sue altre composizioni, meritano una speciale menzione le due Suites de symphonies (1729). La prima suite è intitolata Fanfares pour des trompettes, timbales, violons et hautbois (Fanfare per trombe, timpani, violini e oboe) ed è dedicata al principe di Dombes, figlio della duchessa del Maine. Fu eseguita per la prima volta nell'ambito del Concert Spirituel, e fu diretta dallo stesso Mouret.
La seconda suite, scritta per violini, oboe e corni, fu eseguita per la prima volta all'Hôtel de Ville alla presenza del re Luigi XV.